# Zanclorhacos
Zanclorhacos là một chi bướm đêm thuộc họ Geometridae.